# Sceloporus adleri
Sceloporus adleri là một loài thằn lằn trong họ Phrynosomatidae. Loài này được Smith & Savitzky mô tả khoa học đầu tiên năm 1974.